# قراديات
القُرَادِيَّات أو الحَلَم (الاسم العلمي: Acari) هي صنف من المفصليات تتبع طائفة العنكبوتيات من شعيبة كلابيات القرون.

## طبقات
- طفيليات الشكل
- قراديات الشكل
- أوبليونيات الشكل (الاسم العلمي:Opilioacariformes)